# Колдун Георгій Олександрович
Гео́ргій Олекса́ндрович Колду́н (біл. Георгій Аляксандравіч Калдун, рос. Георгий Александрович Колдун; нар. 9 грудня 1976, Мінськ, Білоруська РСР, СРСР) — білоруський актор, співак та телеведучий. Суперфіналіст десятого сезону українського талант-шоу «X-Фактор».

## Біографія
Георгій Колдун народився 9 грудня 1976 в Мінську в родині викладачів. Навчався в СШ № 127 та № 16 міста Мінська, потім у Білоруському державному університеті на географічному факультеті, який закінчив з відзнакою. Спеціальність за дипломом «Географ, викладач». З 1998 по 2000 рік навчався в аспірантурі геофаку БДУ.
Паралельно самостійно займався музикою і вокалом. Викладав у школі (зокрема, в № 181 р. Мінська) географію, екологію і «Всесвіт». Працював викладачем в дитячих оздоровчих таборах. Після 5 курсу потрапив в модельне агентство Саші Варламова, брав участь у декількох показах одягу і конкурсах перукарського мистецтва як модель. Став переможцем у номінації «Супермодель Білорусі 2006».
У 2007 році знявся в телемюзиклі «Павлінка new» (рос. Павлинка new), де виконав роль Якима Сороки, коханого головної героїні.
З 2007 по 2014 роки був постійним ведучим інтелектуальної гри «Один проти всіх» (рос. Один против всех) на телеканалі ОНТ (Білорусь).
У 2008 році Колдун випустив дебютний альбом «Фрагменты», він став автором слів і музики більшості музичних композицій.
У 2013 році брав участь у «сліпих прослуховуваннях» російського вокального шоу «Голос», проте він не потрапив у команду до тренерів.

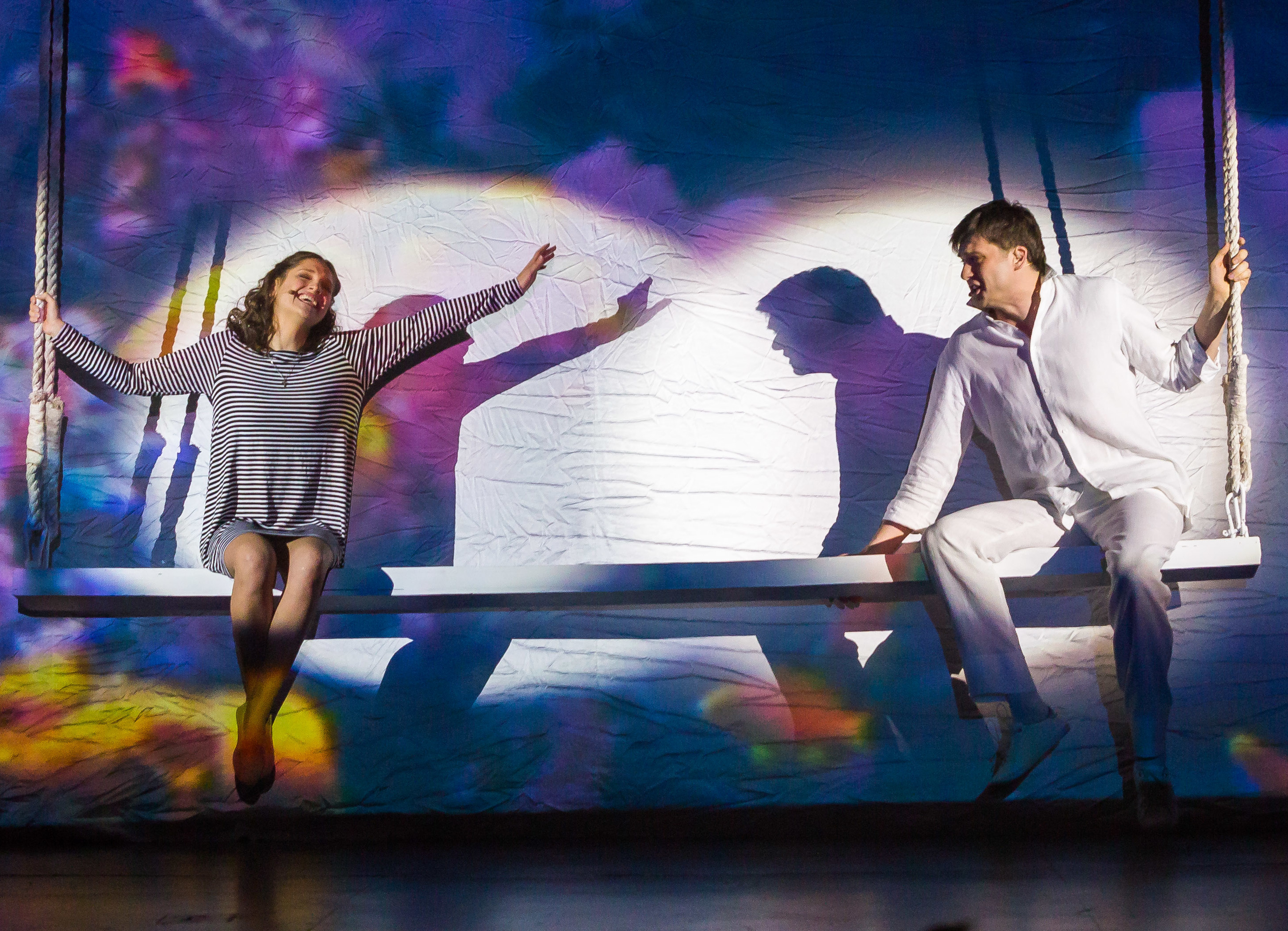
Марія Іващенко (ліворуч) та Колдун (праворуч) у мюзиклі «Багряні вітрила», 2019

У 2015 Колдун приєднався до акторського складу мюзиклу «Багряні вітрила» (рос. Алые паруса), у Москві, де він грає Капітана Грея.
У 2019 році Колдун брав участь у кастингу десятого сезону співочого шоу «X-Фактор». Тоді він виконав пісню «Livin’ on a Prayer» гурту «Bon Jovi», за що отримав 4 суддівських «так» й потрапив до тренувального табору. Пізніше у тренувальному таборі виконав пісні «Don't Stop Me Now» гурту «Queen», «Крылатые качели» та «Feel» Роббі Вільямса, після чого пройшов до наступного етапу та потрапив до категорії «Старші за 30» під керівництвом Олі Полякової. 28 грудня у суперфіналі шоу він посів друге місце.
| Виступи на «X-Фактор»       | Виступи на «X-Фактор»                      | Виступи на «X-Фактор»              | Виступи на «X-Фактор»         |
| Етап                        | Пісня                                      | Тема                               | Результат                     |
| --------------------------- | ------------------------------------------ | ---------------------------------- | ----------------------------- |
| Кастинг                     | «Livin’ on a Prayer» («Bon Jovi»)          | Вільний вибір                      | Тренувальний табір            |
| Тренувальний табір 1-й етап | «Don't Stop Me Now» («Queen»)              | Вільний вибір                      | 2-й етап тренувального табору |
| Тренувальний табір 2-й етап | «Крылатые качели»                          | Вільний вибір                      | 3-й етап тренувального табору |
| Тренувальний табір 3-й етап | «Feel» (Роббі Вільямс)                     | Вільний вибір                      | Допущений до живих виступів   |
| 1-й прямий ефір             | «Как ты красива сегодня» (Валерій Меладзе) | Хіти всіх часів і народів          | У безпеці                     |
| 2-й прямий ефір             | «It's My Life» («Bon Jovi»)                | Хіти 90-х                          | У безпеці                     |
| 3-й прямий ефір             | «Don't Stop Me Now» («Queen»)              | Кіновечір                          | У безпеці                     |
| 3-й прямий ефір             | «All of Me» (Джон Ледженд)                 | Пісня, яка допоможе пройти у фінал | У безпеці                     |
| 4-й прямий ефір Фінал       | «Livin’ on a Prayer» («Bon Jovi»)          | Пісня з кастингу                   | У безпеці                     |
| 4-й прямий ефір Фінал       | «Shallow» (Lady Gaga та Бредлі Купер)      | Дует із зіркою                     | У безпеці                     |
| 4-й прямий ефір Фінал       | «Досить»                                   | Авторська пісня                    | У безпеці                     |
| 5-й прямий ефір Суперфінал  | «It's My Life» («Bon Jovi»)                | Пісня з кастингу                   | 2-ге місце                    |
| 5-й прямий ефір Суперфінал  | «Снег» (Ірина Білик)                       | Новорічна пісня                    | 2-ге місце                    |

## Дискографія

### Студійні альбоми
- Фрагменты (2008)
- Стереорай (2014)

## Фільмографія

### Телебачення

#### Як актор
- «Іго кохання» (рос. Иго любви; 2007) — Хлудов (молодий актор)
- «Павлінка new» (рос. Павлинка new; 2007) — Яким Сорока

#### Як ведучий/учасник
| Рік       | Назва            | Роль                | Канал                | Нотатки            | Дж.   |
| --------- | ---------------- | ------------------- | -------------------- | ------------------ | ----- |
| 2007—2014 | Один против всех | Грає себе (ведучий) | ОНТ (Білорусь)       | Інтелектуальна гра | [ 1 ] |
| 2009      | Місце зустрічі   | Грає себе (ведучий) | Інтер                | Телеконцерт        | [ 8 ] |
| 2011      | Феномен          | Грає себе (ведучий) | СТБ                  |                    |       |
| 2013      | Голос            | Грає себе (учасник) | Первый канал (Росія) | Вокальне шоу       | [ 2 ] |
| 2019      | X-Фактор         | Грає себе (учасник) | СТБ                  | Вокальне шоу       | [ 5 ] |

## Театральні ролі

### АНО «Музыкальное сердце театра» (Росія)
- Мюзикл «Багряні вітрила» (рос. Алые паруса) — Грей (з 2015)[3][4]

## Нагороди і відзнаки
- Володар 1 місця конкурсу молодих виконавців «Вітебськ-2007» (Білорусь).
- Переможець білоруського національного телевізійного конкурсу «Телевершина-2010» і «Телевершина-2011» в номінації «Кращий телеведучий» за версією телеглядачів.
- Володар 3 місця міжнародного конкурсу пісні «FiKM 2013» (Мальта).
- Переможець міжнародного конкурсу пісні «Discovery 2014» (Варна, Болгарія).

## Сім'я
Молодший брат співак Дмитро Колдун.